# Carex lateriflora
Carex lateriflora är en halvgräsart som beskrevs av Rodolfo Amando Philippi. Carex lateriflora ingår i släktet starrar, och familjen halvgräs. Inga underarter finns listade i Catalogue of Life.